# Silver Lake (Ohio)
Silver Lake és una població dels Estats Units a l'estat d'Ohio. Segons el cens del 2000 tenia 3.019 habitants.

## Demografia
Segons el cens del 2000, Silver Lake tenia 3.019 habitants, 1.235 habitatges, i 918 famílies. La densitat de població era de 820,9 habitants per km².
Dels 1.235 habitatges en un 27,3% hi vivien nens de menys de 18 anys, en un 68,6% hi vivien parelles casades, en un 4,5% dones solteres, i en un 25,6% no eren unitats familiars. En el 23,9% dels habitatges hi vivien persones soles el 17,7% de les quals corresponia a persones de 65 anys o més que vivien soles. El nombre mitjà de persones vivint en cada habitatge era de 2,43 i el nombre mitjà de persones que vivien en cada família era de 2,88.
Per edats la població es repartia de la següent manera: un 22,7% tenia menys de 18 anys, un 3,8% entre 18 i 24, un 19,1% entre 25 i 44, un 27,2% de 45 a 60 i un 27,1% 65 anys o més.
L'edat mediana era de 48 anys. Per cada 100 dones de 18 o més anys hi havia 84,4 homes.
La renda mediana per habitatge era de 70.875 $ i la renda mediana per família de 79.286 $. Els homes tenien una renda mediana de 64.265 $ mentre que les dones 38.529 $. La renda per capita de la població era de 35.614 $. Aproximadament l'1,1% de les famílies i el 2,8% de la població estaven per davall del llindar de pobresa.

## Poblacions més properes
El següent diagrama mostra les poblacions més properes.